# Особь: Пробуждение
«Особь: Пробуждение» (англ. Species – The Awakening; другое название «Особь 4») — американский научно-фантастический остросюжетный боевик 2007 года режиссёра Ника Лиона, продолжение фильмов серии «Особь». Четвёртый и заключительный фильм в серии. Фильм был снят Ником Лайоном, а премьера состоялась 29 сентября 2007 года на американском телеканале Sci-Fi Channel.
Сюжет фильма о докторе Холландере, учёном, который забирает свою племянницу Миранду (которая на самом деле является полукровкой, инопланетной соблазнительницей, которую он сотворил и вырастил как свою послушную племянницу) в Мексику, когда она достигает конца своей жизни, и он пытается обратить вспять эффекты инопланетной ДНК, которую он использовал для её создания, чтобы спасите её, однако лечение происходит ужасно неправильно, и в результате оно пробуждает внутри неё смертельного сексуального хищника, который заставляет Миранду убивать, когда она намеревается найти себе пару.
Он был выпущен на DVD 2 октября 2007 года. Картина получила отрицательные отзывы кинокритиков.

## Сюжет
Миранда Холландер (Хелена Мэттссон) — красивая и умная молодая женщина. Она профессор колледжа и живет со своим «дядей» Томом Холландером (Бен Кросс) который работает в музее. Миранда может читать книги, просто прикасаясь к ним, даже не открывая их. Миранда считает, что она жила со своим «дядей» с тех пор, как её родители погибли в результате несчастного случая, когда она была ребёнком. После своего дня рождения Миранда теряет сознание, и её отправляют в местную больницу. Тома уведомляет полиция. Когда Миранда прибывает в больницу, она молча превращается в инопланетянина, раздевается догола и убивает несколько человек. Когда на следующее утро Том наконец прибывает в больницу, он повсюду находит тела. Том находит Миранду, вводит ей человеческие гормоны и начинает везти в Мексику.
По дороге в Мексику Миранда просыпается и спрашивает о причине своей «болезни». Том говорит Миранде, что она является результатом эксперимента, в котором объединились ДНК человека и пришельца, эксперимента, проведенного с его другом Форбсом Макгуайром (Доминик Китинг), когда они оба ещё учились в колледже. Том вводил ей человеческие гормоны с детства, чтобы подавить её чужеродную ДНК (таким образом, она никогда не входила в стадию кокона и не старела, как нормальный человек). Её родителей никогда не существовало; они были просто вымыслом, созданным Томом, чтобы помочь построить «нормальную жизнь» Миранды. Том объясняет, что его пути с Форбсом разошлись из-за разногласий по поводу их видения своего творения.
Когда они прибывают в Мексику, Миранда отдыхает в номере мотеля, а Том проводит день в поисках Форбса. После нескольких инцидентов Том и Миранда находят его нынешний дом. Форбс теперь живёт со своим недавним экспериментом по имени Азура (Марлене Фавела), ещё один гибрид ДНК человека и пришельца, который также служит его помощницей и любовницей - она бесплодна, чтобы предотвратить потомство. Форбс поддерживает его эксперимент, создавая полупришельцев факсимиле мёртвых домашних животных и родственников. Форбс проверяет состояние Миранды и обнаруживает, что Миранда достигла конца своей жизни и умрёт через несколько дней; её превращение в инопланетную форму - это способ её тела дать отпор, поскольку её человеческая форма имеет более слабую иммунную систему. Единственный способ отрицать смерть — ввести Миранде свежую человеческую ДНК. Миранда не допустит этого, когда поймёт, что это приведёт к принесению в жертву другого человека. И Миранда снова теряет сознание. Том отправляется на поиски «донора» и подвергается нападению женщины. Затем Азура выводит грабителя из строя, и они вдвоём возвращают её в лабораторию Форбса, где им удаётся продлить жизнь Миранды. Однако Миранда начинает вести себя странно, шутя о сексе с Азурой. Том проверяет её кровь, когда она предлагает ему напиться и заняться сексом в их гостиничном номере; он предлагает ей отдохнуть, полагая, что она в бреду после процедуры. Она уходит в раздражении. Том считает, что Форбс проделал небрежную работу: гормоны Миранды нестабильны, из-за чего её инопланетная сторона становится всё более доминирующей. Движимая инопланетным сексуальным влечением, Миранде удается соблазнить трактирщика, ещё один гибрид; однако она убивает его в середине процесса, обнаружив, что он бесплоден. Она идёт в бар для потенциальных партнёров и видит, что певица в провокационном красном платье привлекает много внимания. Она пробирается за кулисы, запугивая певицу, заставляя её отказаться от платья.
Том хочет успокоить Миранду, чтобы они могли исправить дисбаланс в ее ДНК; Форбс даёт ему почти смертельную дозу, но предупреждает, что она «на 100% чистое существо». Хуже всего то, что Миранда больше не бесплодна благодаря новым стволовым клеткам. Исследуя церковь, Том подвергается нападению Азуры; она злится, что его приезд изменил положение вещей. Ему удается нокаутировать её, бросив на неё большой крест, оставив Азуру исцелиться и прийти в сознание. Форбс выслеживает Миранду до заброшенного склада, где она раздевается; Миранда сообщает, что Форбс хотел заняться с ней сексом с тех пор, как они встретились. Она сжимает его руку, чтобы он выпил успокоительное; Форбс поддаётся его похоти, позволяя Миранде раздеть его. Они совокупляются, к его большому удовольствию. Закончив, Миранда превращается в инопланетянина и засовывает язык Форбсу в горло. Том находит их позже, едва жалея Форбса.
Том забирает Миранду обратно в дом Форбса, где с помощью рентгена обнаруживает, что в её чреве быстро растёт новое существо. Миранда слабо говорит, что её человечность умирает, и что она не хочет быть чистой инопланетянкой. К сожалению, Азура возвращается в инопланетной форме; Том вынужден сразиться с ней. Когда Азура загоняет Тома в угол, Миранда нападает на неё и убивает Азуру. Однако она получает смертельное ранение. В человеческом обличье Миранда благодарит Тома за то, что он отдал ей жизнь перед смертью. В финальной сцене опечаленный Том включает все газовые горелки и баллоны в доме и уходит. Дом взрывается, и Том уходит, фильм заканчивается.

## В ролях
- Хелена Маттссон — Миранда (особь)
- Марлене Фавела — Азура (особь)
- Бен Кросс — Том Холландер
- Доминик Китинг — Форбс Магуаер
- Миген Фэй — Селеста

## Производство
6 сентября 2006 года Metro-Goldwyn-Mayer объявила, что в производстве находится ещё одно продолжение. Съёмки фильма MGM / 360 Production начались в октябре 2006 года, и Фрэнк Манкузо-младший вернулся в качестве продюсера. Продюсеры хотели вернуться к дизайну инопланетного существа Гигера из-за популярности среди фанатов и отсутствия этого решения в последней части. Первоначальный вид очевиден, но с другими цветовыми вариациями и новыми шипами на запястьях инопланетян Немезиды. Также впервые в сериале персонаж-получеловек-полуинопланетянин не полностью превращается в инопланетное существо, но имеет протезы бровей, вен и контактов в течение длительного периода времени более чем в одной сцене.
Название фильма претерпело несколько изменений, начиная с Особи 4, Особь: Quattro и, наконец, Особь: Пробуждение. Во время подготовки к съёмкам фильм упоминался на киносайтах как «Особь IV». Когда был выпущен онлайн-трейлер, фильм назывался Species: Quattro. В конце концов Ник Лайон, режиссёр фильма, дал нынешнее название фильма на своём официальном сайте. Как и в предыдущих фильмах, в качестве основного названия используется логотип оригинального фильма.

## Приём
Что касается приёма, «Особь: Пробуждение» получила в основном негативные отзывы критиков. Фильм не впечатлил ни сюжетом, ни исполнением. Критики сочли это разочаровывающим и тусклым продолжением франшизы. Многие считали, что ему не хватает оригинальности и интенсивности предыдущих фильмов.
Den of Geek дал фильму положительный отзыв, заявив, что он превзошёл его ожидания в отношении выпуска сразу на DVD. Фильм получил 4 балла из 10 на IMDB и 14% на Rotten Tomatoes.